# Batrachorhina nebulosa
Batrachorhina nebulosa là một loài bọ cánh cứng trong họ Cerambycidae.